# Adelius floridensis
Adelius floridensis – gatunek błonkówki z rodziny męczelkowatych.

## Zasięg występowania
Gatunek ten występuje na Florydzie w USA.

## Biologia i ekologia
Adelius floridensis jest parazytoidem ćmy Ectoedemia hypericella z rodziny Nepticulidae.